# Конституция Турецкой Республики Северного Кипра
Конституция Турецкой Республики Северного Кипра (тур. Kuzey Kıbrıs Türk Cumhuriyeti Anayasası) — основной закон Турецкой Республики Северного Кипра (ТРСК).

## История
В 1975 году турки-киприоты заявили об образовании Турецкого федеративного государства Кипра, после чего 15 ноября 1983 года в одностороннем порядке объявлено о независимости ТРСК и представлена Декларации о независимости Турецкой Республике Северного Кипра. 12 марта 1985 года принята Турецко-кипрской ассамблеей и одобрена в ходе референдума 5 мая 1985 года Конституция Турецкой Республики Северного Кипра.
Турецкая Республика Северного Кипра в настоящее время признается только Турцией.

## Структура и содержание Конституции
Состоит из преамбулы и 163 статей в 8 частях.
В отличие от действовавшей ранее Конституции 1975 года, не содержит норм о вероятном объединении общин греков и турок.
Согласно конституции установлена полупрезидентская форма правления. Власть разделена на исполнительную, судебную и законодательную. Законодательный орган — однопалатный парламент (меджлис), в составе которого 50 членов избираемых на 5 лет по пропорциональной системе. Установлены демократические выборы (ст.68), имеются политические партии (ст.70).
Верховный суд соединяет в себе полномочия конституционного, кассационного и высшего административного судов. Окружному суду в составе одного судьи подсудны дела, срок наказания за которые не превышает 3 года лишения свободы, более серьёзные дела рассматриваются судами ассизов коллегиями из 3 судей.
Конституция закрепляет принцип, гарантирующий свободу вероисповедания, чему придается большое значение на территории ТРСК (ст. 23).